# Meistriliiga 1997-1998
La Meistriliiga 1997-1998 fu la settima edizione della massima serie del campionato di calcio estone conclusa con la vittoria del Flora Tallinn, al suo terzo titolo.

## Formula
Fu confermata la formula della precedente stagione: il numero di squadre rimase fermo ad otto e il torneo era diviso in due fasi: nella prima fase le squadre si incontrarono in turni di andata e ritorno, per un totale di 14 incontri per squadra. Venivano assegnati tre punti per la vittoria, uno per il pareggio e zero per la sconfitta. Le prime sei classificate si qualificavano nel girone per il titolo, portandosi dietro la metà (approssimata per eccesso) dei punti accumulati nella prima fase.
Le ultime due classificate dovevano invece disputare un torneo a sei insieme alle prime quattro classificate dell'Esiliiga 1997-1998: al termine di tale girone le prime due potevano ottenere il posto in Meistriliiga.

## Squadre partecipanti
| Club             | Città    | Stagione precedente                                           |
| ---------------- | -------- | ------------------------------------------------------------- |
| Flora Tallinn    | Tallinn  | 2° in Meistriliiga                                            |
| Sadam Tallinn    | Tallinn  | 3° in Meistriliiga                                            |
| Tulevik Viljandi | Viljandi | 5° in Esiliiga                                                |
| Lantana Tallinn  | Tallinn  | Campione estone                                               |
| Trans Narva      | Narva    | 6° in Meistriliiga                                            |
| TVMK Tallinn     | Tallinn  | 5° in Meistriliiga                                            |
| EP Jõhvi         | Jõhvi    | 7° in Meistriliiga, 1º nel girone promozione / retrocessione. |
| Lelle            | Lelle    | 4° in Meistriliiga                                            |

## Primo turno
| Pos. | Squadra          | Pt | Pt2 | G  | V  | N | P  | GF | GS | DR  |
| ---- | ---------------- | -- | --- | -- | -- | - | -- | -- | -- | --- |
| 1    | Flora Tallinn    | 37 | 19  | 14 | 12 | 1 | 1  | 39 | 6  | +33 |
| 2    | Sadam Tallinn    | 31 | 16  | 14 | 9  | 4 | 1  | 42 | 15 | +27 |
| 3    | Tulevik Viljandi | 20 | 10  | 14 | 6  | 2 | 6  | 21 | 20 | +1  |
| 4    | Lantana Tallinn  | 19 | 10  | 14 | 5  | 4 | 5  | 20 | 17 | +3  |
| 5    | Trans Narva      | 15 | 8   | 14 | 4  | 3 | 7  | 13 | 26 | -13 |
| 6    | TVMK Tallinn     | 14 | 7   | 14 | 4  | 2 | 8  | 13 | 29 | -16 |
| 7    | EP Jõhvi         | 11 | -   | 14 | 2  | 5 | 7  | 11 | 23 | -12 |
| 8    | Lelle            | 10 | -   | 14 | 3  | 1 | 10 | 11 | 34 | -23 |

## Seconda fase

### Girone per il titolo
|                    | Pos. | Squadra          | Pt           | G  | V | N | P | GF | GS | DR  |
| ------------------ | ---- | ---------------- | ------------ | -- | - | - | - | -- | -- | --- |
| Estonia (bandiera) | 1    | Flora Tallinn    | 23 + 19 = 42 | 10 | 7 | 2 | 1 | 34 | 10 | +24 |
|                    | 2    | Sadam Tallinn    | 16 + 16 = 32 | 10 | 5 | 1 | 4 | 26 | 22 | +4  |
|                    | 3    | Lantana Tallinn  | 15 + 10 = 25 | 10 | 4 | 3 | 3 | 17 | 17 | +0  |
|                    | 4    | Trans Narva      | 16 + 8 = 24  | 10 | 5 | 1 | 4 | 14 | 19 | -5  |
|                    | 5    | Tulevik Viljandi | 9 + 10 = 29  | 10 | 2 | 3 | 5 | 11 | 15 | -4  |
|                    | 6    | TVMK Tallinn     | 6 +7 = 21    | 10 | 2 | 0 | 8 | 4  | 23 | -19 |

### Girone promozione/retrocessione
|  | Pos. | Squadra        | Pt | G  | V | N | P | GF | GS | DR  |
|  | ---- | -------------- | -- | -- | - | - | - | -- | -- | --- |
|  | 1    | Lelle          | 26 | 10 | 8 | 2 | 0 | 52 | 10 | +42 |
|  | 2    | EP Jõhvi       | 19 | 10 | 5 | 4 | 1 | 23 | 9  | +14 |
|  | 3    | Vall Tallinn   | 17 | 10 | 4 | 5 | 1 | 14 | 3  | +11 |
|  | 4    | Dokker Tallinn | 8  | 10 | 2 | 2 | 6 | 11 | 28 | -17 |
|  | 5    | Olümpia Maardu | 7  | 10 | 2 | 1 | 7 | 10 | 40 | -30 |
|  | 6    | Merkuur Tartu  | 4  | 10 | 0 | 4 | 6 | 9  | 29 | -20 |

### Verdetti
- Flora Tallinn campione di Estonia e qualificato al primo turno preliminare di UEFA Champions League 1998-1999.
- Sadam Tallinn qualificato al turno preliminare di Coppa UEFA 1998-1999.
- Lantana Tallinn qualificato al turno preliminare di Coppa delle Coppe 1998-1999 come finalista della Coppa d'Estonia: il Flora Tallinn, vincitore, era già qualificato alla Champions League.
- Tulevik Viljandi qualificato al primo turno di Coppa Intertoto 1998.
- Lelle SK e EP Jõhvi mantengono il posto in Meistriliiga (nessuna promozione).

## Classifica marcatori
| Pos | Nome                  | Club                | Gol |
| --- | --------------------- | ------------------- | --- |
| 1   | Konstantin Kolbasenko | Sadam Tallinn       | 18  |
| 2   | Andres Oper           | Flora Tallinn       | 15  |
| 3   | Indrek Zelinski       | Flora Tallinn       | 13  |
| 4   | Pål Christian Alsaker | Flora Tallinn       | 12  |
| 5   | Toomas Krõm           | Flora Tallinn       | 11  |
| 6   | Argo Arbeiter         | JK Viljandi Tulevik | 9   |
| –   | Andrei Krõlov         | Sadam Tallinn       | 9   |
| –   | Vitali Leitan         | Lantana Tallinn     | 9   |
| 9   | Marko Kristal         | Flora Tallinn       | 8   |
| –   | Dmitry Lipartov       | FC Narva Trans      | 8   |
| 11  | Kristen Viikmäe       | Flora Tallinn       | 7   |